# Ludmyła Ałfimowa
Ludmyła Iwaniwna Ałfimowa (ukr. Людмила Іванівна Алфімова; ur. 4 września 1935 w Charkowie, zm. 22 lutego 2024 w Peczerze) – radziecka i ukraińska aktorka teatralna oraz filmowa, Zasłużona Artystka Ukrainy (2003), odznaczona Orderem Księżnej Olgi III stopnia (2020).

## Życiorys
W 1993 przeprowadziła się z Kijowa do wsi Peczera w obwodzie winnickim, gdzie zamieszkała w byłym domu rodziny Potockich. We wsi mieszkała do końca swojego życia.
W ciągu swojej trzyletniej kariery zagrała w ponad 40 filmach i użyczyła głosu prawie 170 filmom. Znana była przede wszystkim z roli żołnierki Zofii z filmu Wesele w Malinówce (1967) i zakonnicy Meronii z filmu Dwie sroki za ogon (1961).

## Filmografia
- Його покоління (1958)
- Dwa oblicza Nataszy (1958)
- Звичайна історія (1960)
- Dwie sroki za ogon (1961)
- Спадкоємці (1962)
- Zdradzona ziemia (1964)
- Сумка, повна сердець (1964)
- Бур'ян (1965)
- Весілля в Малинівці (1967)
- З нудьги (1967)
- Між високими хлібами (1970)
- Прощавайте, фараони! (1974)
- Таємниця партизанської землянки (1974)
- Юркові світанки (1974)
- Ви Петька не бачили? (1975)
- Право на любов (1977)
- Візит до Ковалівки (1980)
- Право керувати (1981)
- Добрі наміри (1984)
- Женихи (1985)
- По головній вулиці з оркестром (1986)
- Повернення (1987)
- Штормове попередження (1988)
- Нині прославився син людський (1990)
- Господи, прости нас грішних (1992)